# Urok (obraz Francisca Goi)
Urok (hiszp. El conjuro) – obraz hiszpańskiego malarza Francisco Goi znajdujący się w kolekcji Muzeum Lázaro Galdiano. Należy do cyklu sześciu obrazów gabinetowych o wymiarach ok. 43 × 30 cm, których tematem są czary. Obrazy nie tworzą razem jednej historii, nie mają też wspólnego znaczenia, dlatego możliwe jest interpretowanie każdego z obrazów z osobna. Cała seria była własnością książąt Osuny i zdobiła ich letnią rezydencję Alameda de Osuna. Oprócz Uroku do serii należą: Lot czarowników, Sabat czarownic (lub Wielki kozioł), Lampa diabła (lub Zauroczony), Kuchnia czarownic oraz Kamienny gość. Cztery obrazy znajdują się w różnych kolekcjach publicznych, jeden w kolekcji prywatnej, a ostatni jest uznawany za zaginiony.

## Okoliczności powstania

### Mecenat książąt Osuny
W początkach swojej kariery w Madrycie Goya pracował głównie dla Królewskiej Manufaktury Tapiserii, jednocześnie poszerzając swoją prywatną klientelę wśród stołecznej arystokracji i burżuazji. Ważnymi mecenasami malarza zostali książęta Osuny: Pedro Téllez-Girón i jego żona María Josefa Pimentel. Należeli do intelektualnych elit i czołowych przedstawicieli hiszpańskiego oświecenia. Wspólnie organizowali wieczory dyskusyjne, na które zapraszano wybitnych ilustrados. Aktywnie wspierali kulturę; zgromadzili pokaźną bibliotekę, a w swojej rezydencji organizowali przedstawienia teatralne. Roztaczali mecenat nad naukowcami i artystami epoki, do których oprócz Goi należał m.in. Leandro Fernández de Moratín. W latach 1785–1817 Goya namalował dla nich około 30 dzieł – portrety patronów i ich dzieci, sceny religijne i obrazy gabinetowe. Nabyli także pierwsze edycje rycin z serii Kaprysy. Po śmierci księcia w 1807 malarz kontynuował pracę dla księżnej, m.in. portretując jej dorosłe córki i synów.

### Alameda de Osuna
W 1783 książę Osuny nabył tereny i budynki w położonej na północny wschód od Madrytu miejscowości La Alameda, gdzie zamożne rodziny spędzały lato, odpoczywając od miejskiego gwaru. Liczne projekty rozwojowe, zlecone i wdrażane przez księcia, przekształciły miejscowość, która wkrótce zmieniła nazwę na La Alameda de Osuna. W 1792 w posiadłości książąt funkcjonował już pałac, a z inicjatywy księżnej powstały także ogrody nazywane El Capricho. Książę Osuny nabył od Goi cykl sześciu obrazów o niewielkich rozmiarach, do dekoracji nowego pałacu. Zachował się przesłany księciu rachunek z dnia 27 czerwca 1798 za „sześć dzieł o tematyce czarownic”, opiewający na sześć tysięcy reali de vellón.
Często przyjmuje się, że obrazy powstały na bezpośrednie zamówienie księżnej, nie jest to jednak udowodnione. Możliwe, że Goya przedstawił mecenasom gotowe dzieła, które odpowiadały ich gustom. Z tego powodu trudno stwierdzić, czy malarz wykonał je z myślą o konkretnym pałacowym pomieszczeniu, czy też ich lokalizacja została ustalona później. Wiadomo, że obrazy wisiały na pierwszym piętrze w przedpokoju prowadzącym do gabinetu księżnej, który nazywano gabinete de países. Historyk sztuki Frank Irving Heckes uważał, że to pomieszczenie mieściło bibliotekę książąt, dlatego Goya intencjonalnie zawarł w kompozycjach motywy literackie. María Isabel Pérez Hernández, która przeanalizowała inwentarz dóbr sporządzony w 1834 po śmierci księżnej, stwierdziła, że obrazy Goi znajdowały się wówczas w przedpokoju gabinetu de países, ale pozostałe meble i przedmioty z tego pomieszczenia nie wskazywały na to, by pełniło ono funkcję biblioteki. Dzieła Goi wraz z rycinami zostały do niej przeniesione dopiero około 1845.

Cykl Czary
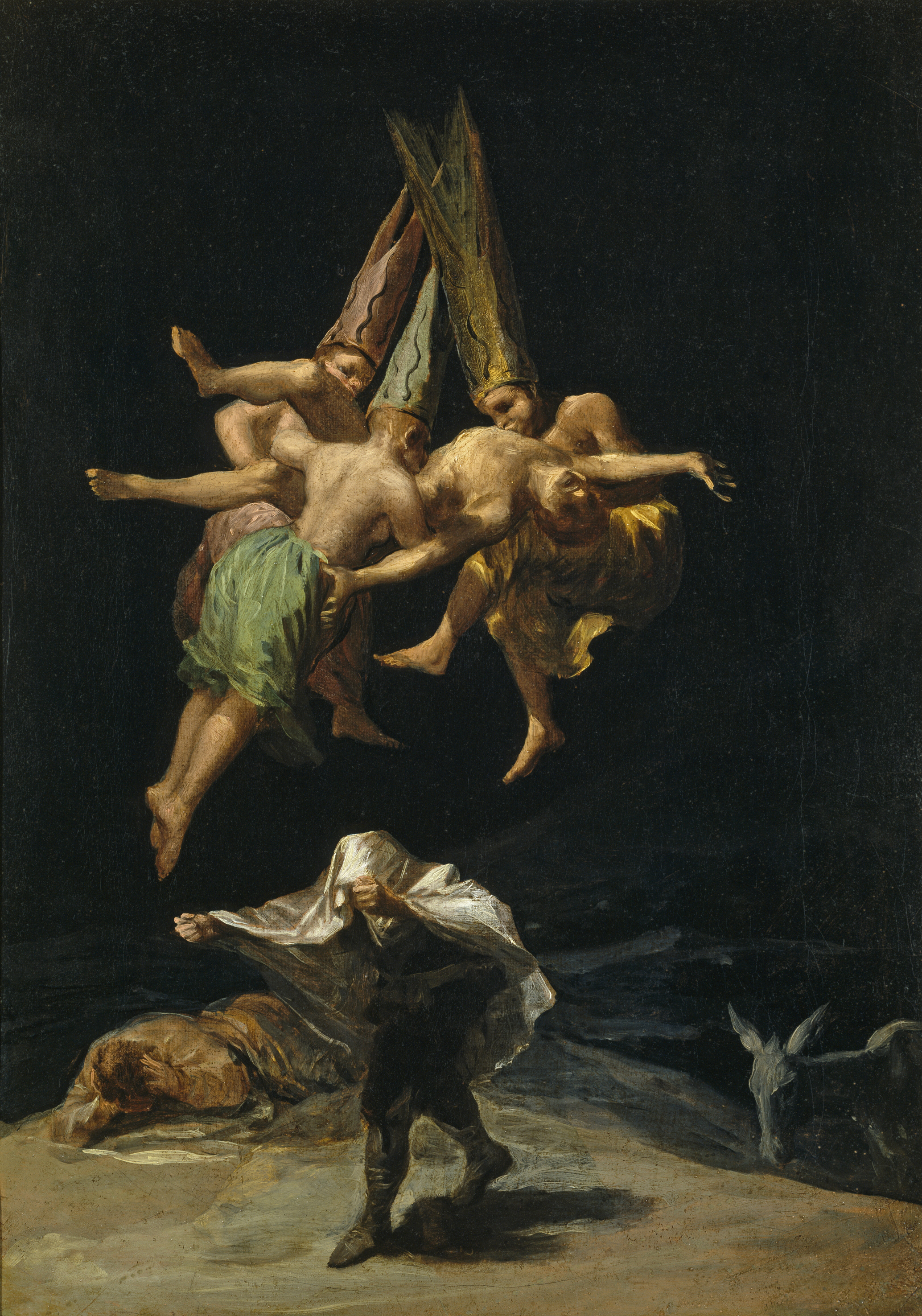
Lot czarowników
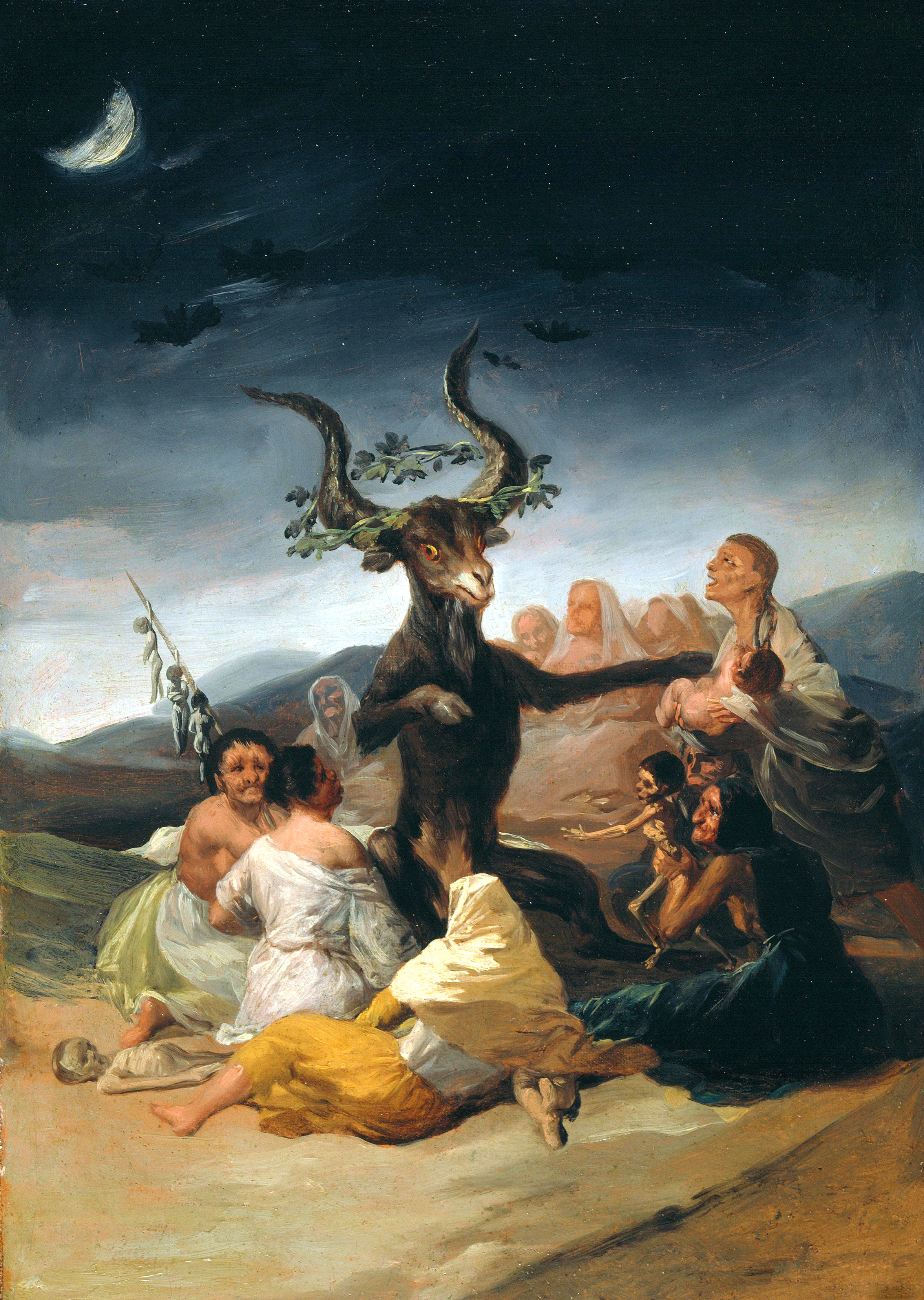
Sabat czarownic lub Wielki kozioł
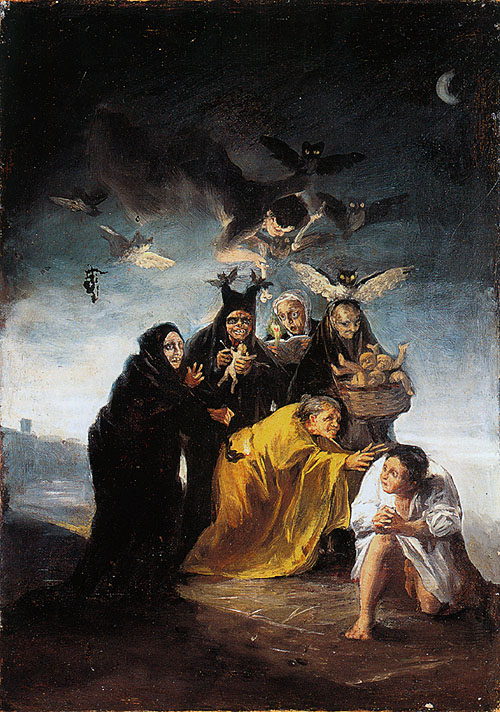
Urok
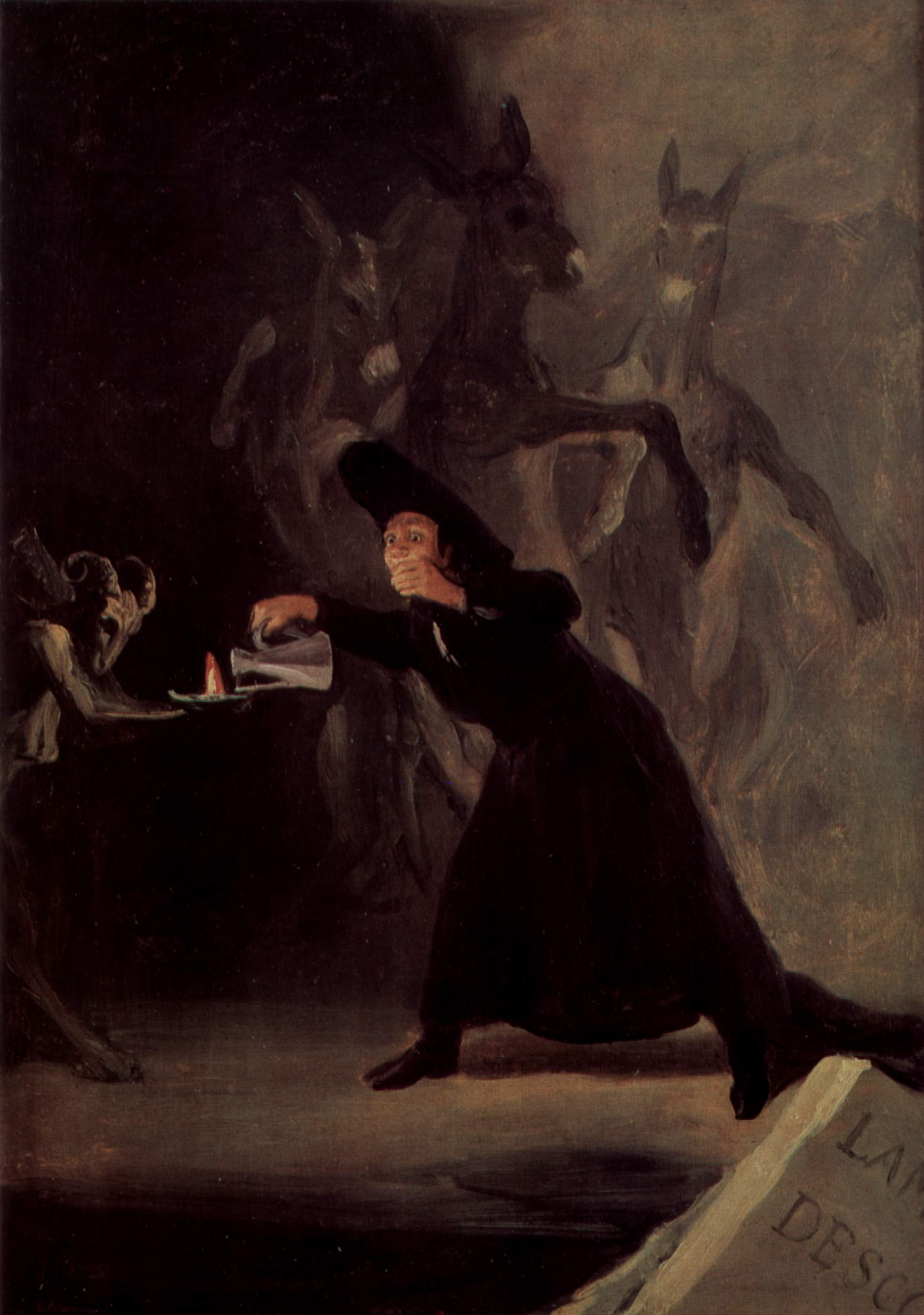
Lampa diabła lub Zauroczony
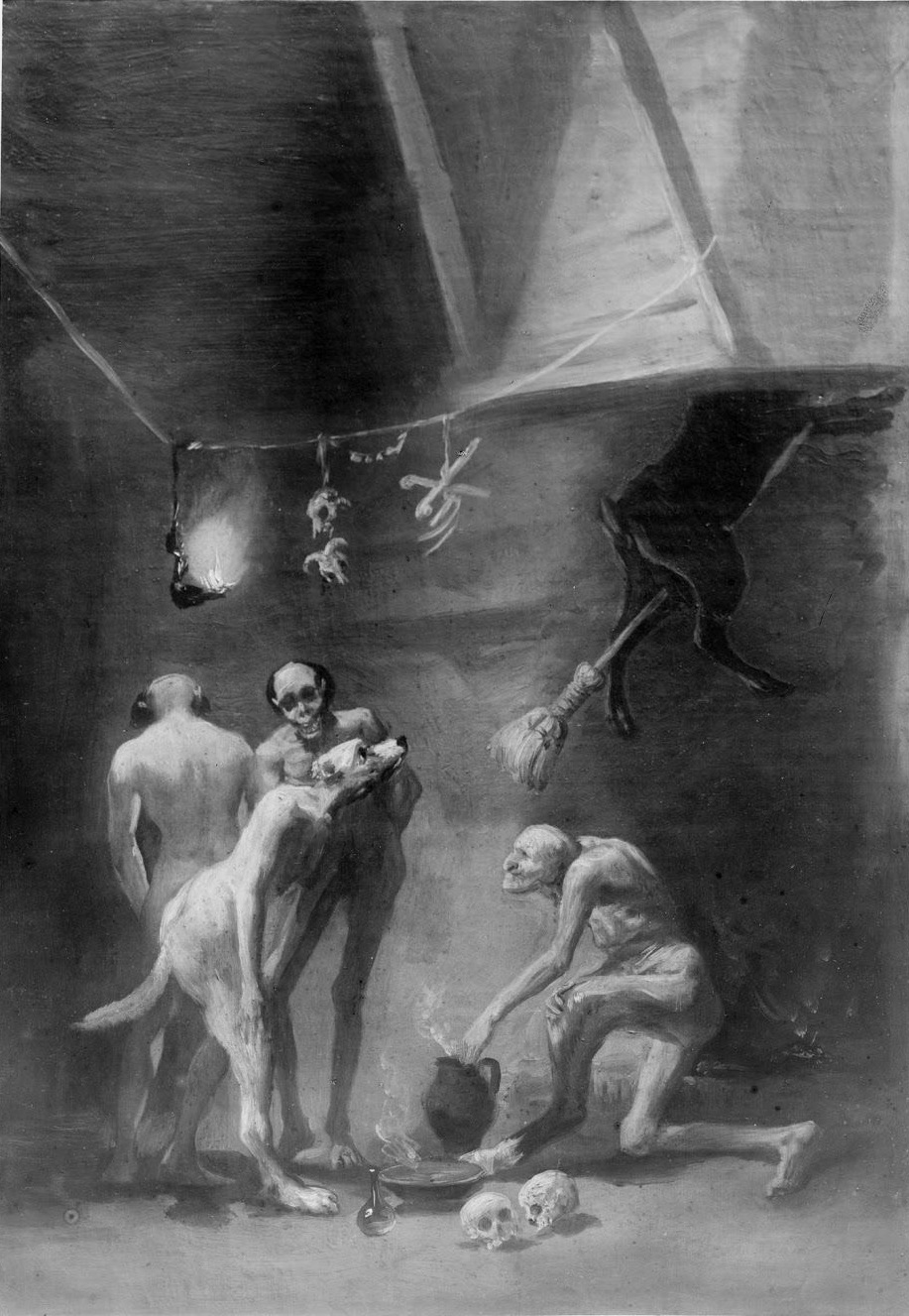
Kuchnia czarownic
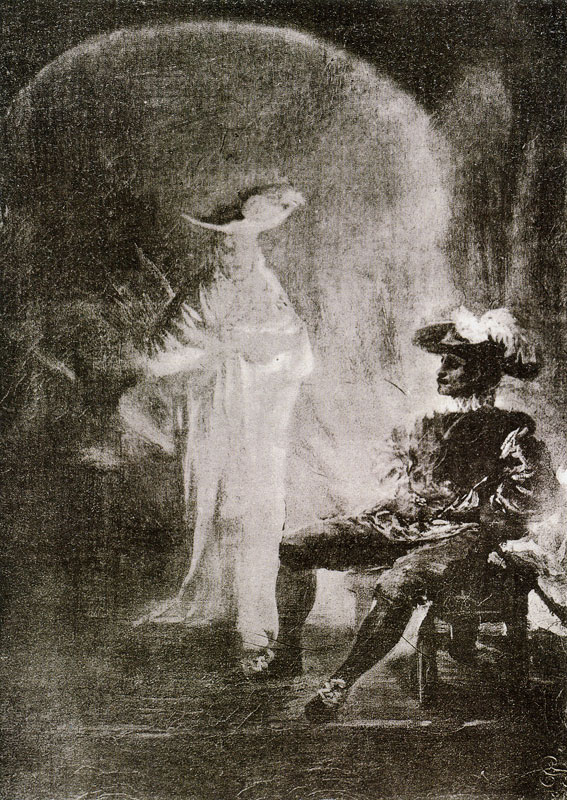
Kamienny gość

### Czary i gusła

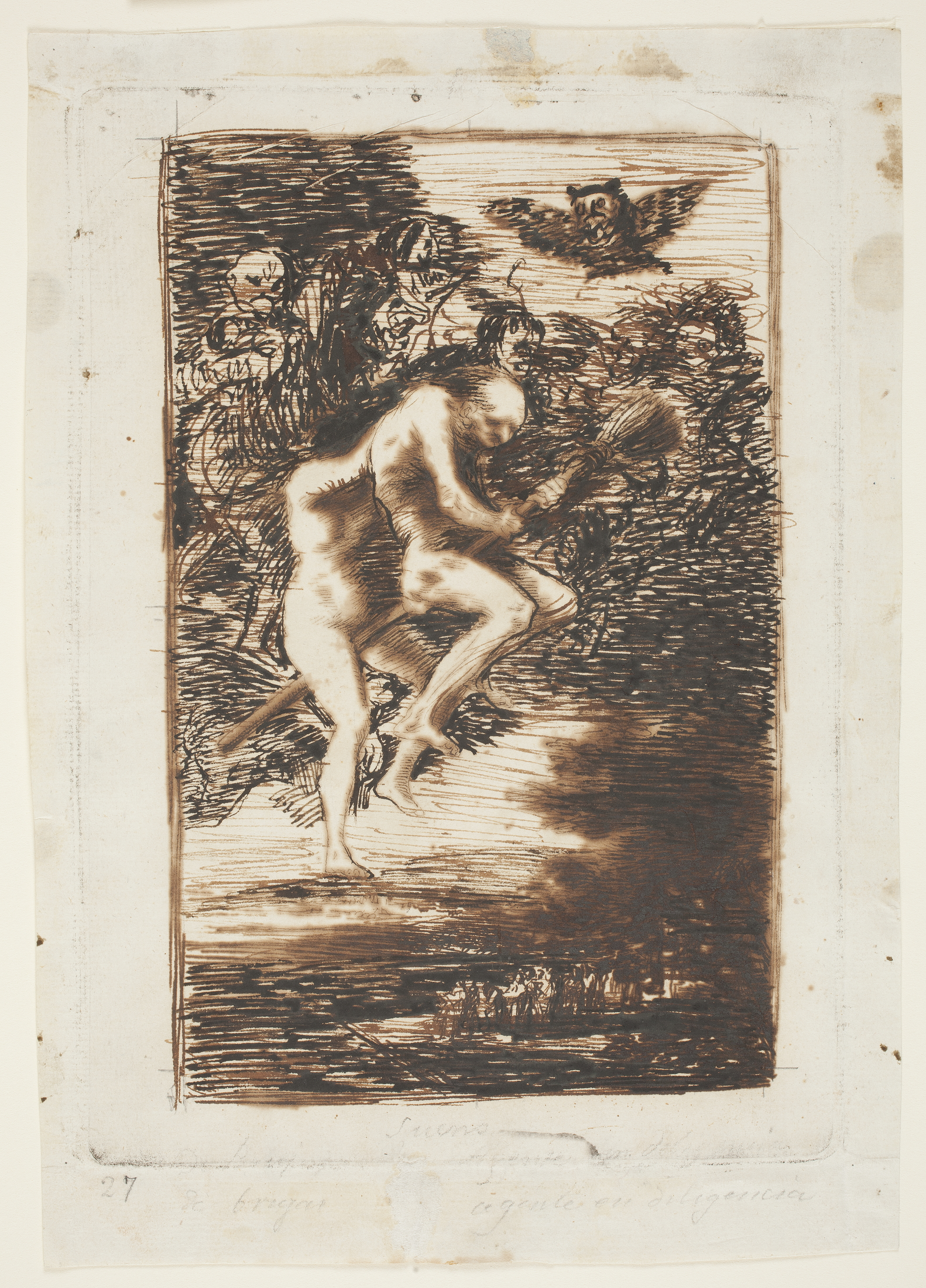
Rysunek ze zbioru „Sny” przedstawiający czarownice, ok. 1797

Tematem dzieł były czarownice i gusła, będące ważnym elementem hiszpańskiego folkloru. Ludowa wiara w czary i demony była powszechna, a dochodzenia i kary inkwizycji dodatkowo ożywiały i legitymizowały przesądy. Ten popularny motyw pojawiał się w sztuce, literaturze i teatrze, często pod postacią satyry. Inspiracją dla Goi były m.in. sztuki teatralne Antonia de Zamory, które mógł oglądać w prywatnym teatrze książąt. Oświecona szlachta (tzw. ilustrados), do której należeli książęta Osuny, nie wierzyła w czary, jednak fascynował ich temat czarnoksięstwa, zjawisk nadprzyrodzonych i związanej z nimi kultury plebejskiej. W bibliotece książąt znajdowały się pozycje dotyczące magii (m.in. Malleus Maleficarum, Diabeł kulawy), na których posiadanie mieli specjalne pozwolenie Świętego Oficjum. Matkę księżnej pasjonowała ezoteryka oraz powieści typu Wathek Williama Beckforda. Wielu oświeconych przyjaciół Goi należało do masonerii. Temat czarów miał podobny wpływ na Goyę, który deklarował niewiarę w czarownice i uważał się za sceptyka, ale w swoich dziełach często przedstawiał demony i postacie fantastyczne. Nie wiadomo, czy księżna Osuny zasugerowała Goi tematykę obrazów, czy powstały one dzięki jego własnej inwencji. Możliwe, że kiedy Goya pracował nad zleconym przez parę książęcą Portretem generała José de Urrutii, miał okazję pokazać księżnej rysunki ze zbioru zatytułowanego „Sny”, w których podejmował temat czarów, aby ją zainspirować do zlecenia zamówienia.

### Datowanie
Obrazy zostały namalowane najprawdopodobniej w latach 1797–1798, nie później jednak, niż wskazuje na to data wystawienia rachunku (27 czerwca 1798). Istnieją liczne tematyczne i kompozycyjne podobieństwa do serii rycin Kaprysy, nad którą Goya pracował w tym samym czasie. Kaprysy były satyrą na społeczeństwo hiszpańskie i krytyką fanatyzmu religijnego, inkwizycji i przesądów. José Gudiol datował cykl Czary na lata 1794–1795, przypadające na okres rekonwalescencji malarza po ciężkiej chorobie przebytej na przełomie lat 1792 i 1793, w wyniku której kompletnie stracił słuch. Powoli wracając do pracy, Goya skupił się na malowaniu obrazów o niewielkich rozmiarach, wymagających mniej fizycznego wysiłku. Częściej malował także kompozycje dyktowane własną wyobraźnią, niepowielające istniejących wzorów i wolne od przyjętych ogólnie kanonów. Według historyka sztuki Moralesa y Marína seria ta została wystawiona przez Goyę w Królewskiej Akademii Sztuk Pięknych św. Ferdynanda w 1799 jako „sześć dziwnych kaprysów”. Książęta prawdopodobnie wypożyczyli Goi obrazy, być może po to, by wspomóc promocję Kaprysów, które ukazały się w tym samym roku.

## Interpretacja
Scena przedstawia grupę pięciu starych czarownic odprawiających czary nocną porą, przy bladym świetle księżyca. Wschodzący księżyc oznacza początek nocy. Ostatnie światło dnia pada na horyzont, gdzie widoczny jest zarys wioski. Wygląd wiedźm jest przerażający. Niektóre mają twarze przypominające czaszki, z płaskim czołem i ostrymi zębami ukazującymi się w złośliwym uśmiechu. Cztery czarownice są ubrane na czarno niczym kapłanki diabła, jedna nosi żółtawy strój typowy dla stręczycielek, a postać w bieli jest osaczoną przez nie ofiarą.
Pierwsza wiedźma po lewej trzyma w ręce kaganek i liczy do trzech na palcach, odnosząc się w ten sposób do porwanych niemowląt w koszyku niesionym przez inną czarownicę. Kolejna trzyma małe niemowlę lub woskową lalkę, którą nakłuwa szpilkami. Na głowie ma czarny kapelusz z dwoma szpicami, ozdobiony małymi nietoperzami na każdym końcu lub nietoperze trzymają się fałd zarzuconego na głowę płaszcza, nadając mu kształt satanistycznej mitry.
Trzecia czarownica w białej chuście na głowie czyta zaklęcie lub śpiewa z książki, którą oświetla świeczką niczym kościelny mszał. Lecąca tuż nad głowami czarownic demoniczna postać akompaniuje jej makabrycznym dźwiękiem wybijanym trzymanymi w rękach kośćmi. Zstępuje z nieba niczym anioł, a jej kończyny rozmywają się w ciemności. Może to być sam diabeł lub Saturn, pan czarownic i wszystkich nocnych zwierząt, śmierć lub „królowa sabatu”. Wiedźma po prawej trzyma kosz z trzema płaczącymi niemowlętami, które błagalnie unoszą ręce. Zarówno płomień kaganka, jak i hałas kości mogą symbolizować rychłą śmierć dzieci. Duża sowa ściąga czarownicy chustę z głowy ukazując łysinę, która w czasach malarza była znakiem kiły, kojarzonej z prostytucją. Inne sowy, puchacze i nietoperze (zwierzęta uznawane za pijące krew) unoszą się w powietrzu, a ich oczy błyszczą w ciemności.
Na ziemi piąta czarownica-stręczycielka w żółtawym stroju wyciąga ręce ku przerażonej młodszej postaci – mężczyźnie lub kobiecie (płeć nie jest jednoznaczna). Za pomocą gestów i zwodniczych słów próbuje usidlić przesądną osobę oraz zwabić ją obietnicami. Wygląda na to, że ofiara czarownic została obudzona w środku nocy i wyrwana z łóżka. Ubrana tylko w białą koszulę nocną wydaje się zahipnotyzowana strachem, klęczy na ziemi ze splecionymi dłońmi i oczami wytrzeszczonymi z przerażenia, być może jest to gest błagania o przebaczenie. W XVIII w. uważano, że loty czarownic i inne czary miały miejsce w snach i wyobraźni kobiet, a nie w rzeczywistości. Możliwe, że dlatego postać jest przedstawiona w nocnej koszuli, podobnie jak niektóre kobiety na obrazie Sabat czarownic.
Fantazja i rzeczywistość przenikają się na obrazie: czarownice i ich skrzydlaci towarzysze należą do wymyślonego świata, a rzeczywistość to przykucnięta postać na pierwszym planie. Grupa czarnych czarownic ma bardziej diabelski wygląd, podczas gdy ta ubrana na żółto wydaje się bardziej człowiecza. Kompozycja koncentruje się na tej postaci i jej ofierze w białej koszuli. Możliwe, że obraz przedstawia scenę teatralną z dwiema głównymi postaciami w żółtym i białym stroju oraz czterema czarownicami w rolach drugoplanowych. Obraz jest bardzo ciemny, zwłaszcza lewy dolny róg zajmuje niemal całkowicie czarny trójkąt. Jedynie centralna część, w której znajdują się czarownice, jest oświetlona. Sposób rozmieszczenia postaci również jest typowy dla teatru, m.in. żadna z nich nie jest odwrócona plecami. Klęcząca postać, która powinna być zwrócona w stronę czarownic, patrzy częściowo przed siebie, ogranicza się do odwrócenia głowy w ich kierunku.
Według Manueli Meny scena czarownic służy przede wszystkim wskazaniu rzeczywistych przyczyn śmierci dzieci. Wbrew przesądom to nie czarownice porywają je i zabijają, ale choroby weneryczne, których główną przyczyną była prostytucja. Według Franka Irvinga temat tego obrazu ma źródło w literaturze. Może nawiązywać do auto-da-fé z 1610 przeprowadzonego w Logroño i opisanego w Relacji spalenia żywcem Logrono. Przyjaciel Goi dramaturg Leandro Fernández de Moratín napisał satyryczno-krytyczny komentarz do tej relacji. Pracę nad nim zaczął w 1797, a wydał go razem z oryginałem w 1812. W tym dziele została także opisana waśń pomiędzy dwiema czarownicami, z których jedna mściła się na drugiej. Przy pomocy diabła i innych czarownic Graciana obudziła swoją rywalkę Marijuanę w środku nocy i otruła ją. Te postaci to według Irvinga kobiety w żółtym i białym stroju.

## Technika
Kompozycja tego obrazu ma kształt heksagramu, którego centrum przypada na grupę głównych postaci, a szczyt w miejscu głowy latającego mężczyzny. Ta kompozycja, użyta także w Kuchni czarownic, przypomina pieczęć Salomona, magiczny znak używany w czarach, zarówno po to, by przywołać diabła, jak i rzucać urok na wroga.
Dominują ciemne barwy przełamane jasnym, świetlistym niebieskim. Dramatyczny efekt tej kompozycji został wzmocniony dzięki sposobowi, w jaki Goya użył koloru: wychodząc od warstwy czarnej farby, która pokrywała całe płótno, nałożył kolory, tak aby uzyskać jasne obszary jednocześnie zachowując czerń tła.

## Proweniencja
Majątek książąt Osuny został w dużej części roztrwoniony przez ich spadkobierców, zwłaszcza XII księcia Osuny Mariana Télleza-Giróna. W 1896 w Madrycie odbyła się publiczna licytacja posiadłości i kolekcji dzieł sztuki należących do rodziny. Obrazy z cyklu Czary trafiły wtedy do różnych właścicieli. Urok i Sabat czarownic należały do Rodriga de Figueroy y Torresa, I księcia de Tovar, od którego w 1928 zakupił je José Lázaro Galdiano.